# Carex arakanei
Carex arakanei är en halvgräsart som beskrevs av Tetsuo Michael Koyama. Carex arakanei ingår i släktet starrar, och familjen halvgräs. Inga underarter finns listade i Catalogue of Life.